# 1999년 동계 아시안 게임
1999년 동계 아시안 게임은 1999년 1월 30일부터 2월 6일까지 대한민국 강원도에서 열렸다. 대한민국에서 처음으로 개최된 동계 아시안 게임 대회이다. 평창군에 위치한 용평 지역을 주개최지로 하여 강릉시와 춘천시 등 도내 세 곳에서 열렸다. 용평은 용평리조트 및 그 주변을 일컫는다.

## 개최지 선정
1993년 12월 2일 쿠웨이트에서 열린 아시아 올림픽 평의회(OCA) 총회에서 직전 대회인 제3회 대회와 동시에 개최지가 확정되었다. 당초 대한민국은 조선민주주의인민공화국이 개최권을 반납했던 3회 대회를 유치하려 하였으나 중국과의 유치 경쟁 끝에 3회 대회는 중국이, 4회 대회는 대한민국이 개최하기로 하였다.

## 마스코트
대회의 마스코트는 아기 반달곰인 곰돌이이다. 반달곰은 개최지 강원도의 상징 동물이다.

## 개최 장소

### 용평 지역
- 용평리조트 – 알파인 스키 (레인보우 슬로프), 조직위원회, 초청인사 숙소 (드래곤밸리호텔), 선수촌 (타워콘도) 및 기자촌 (빌라콘도)
- 용평실내빙상경기장 – 쇼트트랙 스피드 스케이팅, 피겨 스케이팅, 개회식 및 폐회식
- 강원 도립 노르딕 경기장 – 크로스컨트리 스키 및 바이애슬론

### 강릉 지역
- 강릉실내빙상경기장 – 아이스하키

### 춘천 지역
- 춘천실외빙상경기장 (2010년 철거) – 스피드 스케이팅
- 경기장 주변 – 선수촌 (두산리조트 춘천콘도) 및 기자촌 (베어스타운관광호텔)

## 참가국
| - 중국 - 중화 타이베이 - 홍콩 - 인도 - 이란 - 일본 - 카자흐스탄 | - 쿠웨이트 - 키르기스스탄 - 레바논 - 몽골 - 파키스탄 - 대한민국 (개최국) - 우즈베키스탄 |

다음 국가들은 선수단이 참가하지 않았고, 임원만 파견하였다.
| - 부탄 - 마카오 - 네팔 - 필리핀 | - 싱가포르 - 스리랑카 - 타지키스탄 - 베트남 |

## 종목
- 알파인 스키
- 바이애슬론
- 크로스컨트리 스키
- 피겨 스케이팅
- 아이스하키
- 쇼트트랙
- 스피드스케이팅

## 메달 집계
| 순위 | 국가         | 금메달 | 은메달 | 동메달 | 합계 |
| ---- | ------------ | ------ | ------ | ------ | ---- |
| 1    | 중국         | 15     | 10     | 11     | 36   |
| 2    | 대한민국     | 11     | 10     | 14     | 35   |
| 3    | 카자흐스탄   | 10     | 8      | 7      | 25   |
| 4    | 일본         | 6      | 14     | 9      | 29   |
| 5    | 우즈베키스탄 | 1      | 1      | 1      | 3    |
| 합계 | 합계         | 43     | 43     | 42     | 128  |

## 대회 이모저모
- 대한민국이 동계 아시안 게임 사상 처음으로 종합 2위에 올랐다.
- 일본은 국가대표 2진급 선수들이 참가하여 종합 4위에 머물렀다.
- 조선민주주의인민공화국은 불참하였다.

## 같이 보기
- 1997년 동계 유니버시아드
- 2013년 동계 스페셜 올림픽
- 2018년 동계 올림픽